# جوناس (لاعب كرة قدم)
جوناس (بالبرتغالية: Jonas Jessue da Silva Júnior‏) هو لاعب كرة قدم برازيلي في مركز الدفاع، ولد في 10 فبراير 1987 في Votuporanga ‏ في البرازيل. لعب مع أتلتيكو باراناينسي وأتلتيكو غويانيينسي وريد بل برازيل وسبورت ريسيفي ونادي أفاي لكرة القدم ونادي أمريكا ونادي إنترناسيونال ونادي بوتافوغو اس بي ونادي ساو كايتانو ونادي فاسكو دا غاما ونادي فيتوريا ونادي كريسيوما ونادي كوريتيبا.

## وصلات خارجية
- جوناس (لاعب كرة قدم) على موقع قاعدة بيانات كرة القدم.إي يو (الإنجليزية)
- جوناس (لاعب كرة قدم) على موقع Soccerway.com (الإنجليزية)
- جوناس (لاعب كرة قدم) على موقع عالم كرة القدم.نت (الإنجليزية)